# Минько, Николай Григорьевич
Николай Григорьевич Минько (укр. Мико́ла Григо́рович Мінько́; 9 (22) марта 1902, Харьковская губерния — 15 декабря 1937, Днепропетровск) — советский украинский писатель, член Всеукраинского союза пролетарских писателей.

## Биография
Родился в 1902 году в селе Минковка современного Валковского района Харьковской области Украины. Отец — железнодорожный служащий. С 1918 по 1921 год учился в украинской гимназии в Екатеринославе, учителями были Василий Беднов, Илько Воронка, профессор Петр Ефремов.
В 1919 году вступил в повстанческий отряда во главе с Трифоном Гладченком, находился в нем до декабря 1919, воевал против войск Деникина. В 1920 году вступил в украинскую молодежную организацию «Юношеский союз», поступил в институт журналистики.
В течение 1921—1922 годов работал учителем в Винницкой области. В 1923 году записался добровольцем в Красную Армию. Несколько позже вернулся в Днепропетровск, поселился в пригороде Мануйловке.
Писать начал со школьных лет, в 1925 году написал повесть «Окольными путями» (укр. «Манівцями»), которую через 2 года напечатали в журнале «Красный путь». На протяжении 1920—1930-х написал несколько десятков рассказов, в 1931 году — роман «Поселок в пыли» (укр. «Виселок у пилу»), в котором показал быт юношей и девушек Донбасса. Этот роман был изъят как «вредный» и «клеветнический».
Был членом Всеукраинского союза пролетарских писателей, работал литературным консультантом. Входил в состав редколлегии, был ответственным секретарем редакции днепропетровского журнала «Заря» (впоследствии — «Штурм»).
25 октября 1937 года арестован. В течение полутора месяцев его пытали, требовали признания в принадлежности к украинской националистической террористической организации, что он занимался вербовкой повстанческих террористических кадров. 15 декабря 1937 года расстрелян. Без отца остался сын Роман.
В 1962 году реабилитирован посмертно.
В 2007 году в издательстве «Січ» в Днепре вышел том избранного Николая Минько «Виселок у пилу», составителем которого выступил Николай Чабан. Ему же принадлежит вступительная статья «Фальшивить он не умел», которая легла в основу нынешней статьи о писателе.